# 1494 в Україні

## Пам'ятні дати та ювілеї
- 550 з часу початку походу київського князя Ігора І Рюриковича на Константинополь та укладення Русько-візантійського мирного договору з імператором Романом I Лакапіном у 944 році за яким руським купцям дозволялось безмитно торгувати в Царгороді за зобов'язання захисту візантійських володінь у Криму;
- 525 років з часу початку другого Балканського походу київського князя Святослава у 969 році.
- 475 років з початку правління Ярослава Мудрого, Великого князя Київської  Русі у 1019 році.
- 400 років з часу у 1094 році:
  - захоплення Олегом Святославичем з підтримкою половців Чернігова. Він розплатився зі своїми половецькими союзниками, віддавши їм Тмутороканське князівство, яке надалі в літописах не згадується.
- укладення миру Великим князем київським Святополком II Ізяславичем миру з половцями. Він узяв у дружини дочку Тугоркана, хана половецького;
- 350 років з часу у 1144 році:
  - створення Галицького князівства та перенесення князем Володимирком столиці до Галича. У місті спалахнуло повстання проти його правління, яке Володимирко придушив.
  - створення Галицького (Крилоського) Євангелія — однієї з найдавніших книжних пам'яток Київської Русі;
- 325 років з часу захоплення й розорення Києва об'єднаним військом 12 руських князів, очолюваним Андрієм Боголюбським у 1169 році.
- 300 років з часу переходу київського престолу перейшов до Рюрика Ростиславича після смерті Святослава Всеволодовича у 1194 році.;
- 250 років з часу перемоги Данила Галицького біля Мостищ над військом Ростислава Михайловича, претендента на галицький престол у 1244 році.
- 225 років з часу початку правління князя Володимира Васильковича (сина Василька Романовича, брата Данила Галицького) на Волині у 1269 році.
- 50 років з часу надання Магдебурзького права місту Житомиру у 1444 році.
- 25 років з часу надання Магдебурзького права місту Бібрці у 1469 році.

## Події
- 1494—1496 pp. — надання Києву магдебурзького права.
- 1490-ті роки — перші згадки в документальних джерелах про українських козаків: українські козаки разом із донськими здійснили кілька вдалих походів проти татар, що змусило Кримське ханство для свого захисту збудувати на Дніпрі та Перекопі декілька фортець.
- завершення московсько-литовської прикордонної війни (1487—1494 років). За умовами мирного договору з Іваном III 1494 року великий князь литовський Олександр визнав входження до складу Московського князівства Чернігово-сіверських земель нащадків Новосельських, Одоєвських, Воротинських, Білевських.

## Особи

### Померли
- 4 липня — Юрій Дрогобич (Юрій Михайлович Донат-Котермак) — український філософ, астроном, уродженець міста Дрогобич, в 1481—1482 роках ректор Болоньського університету, в 1487—1494 роках професор Ягеллонського університету в Кракові, викладач Миколи Коперника (народився 1450 року).

## Засновані, створені
- Заболотці (Бродівський район)
- Ворзель